# セレブが結婚したい13の悪魔
『セレブが結婚したい13の悪魔』（セレブがけっこんしたいじゅうさんのあくま）は、2007年2月5日に公開された日本映画。

## 概要
森角威之の劇場公開初監督作で2006年5月に撮影が行われた。当初の作品名は『MANUAL』（マニュアル）だった。同年12月、公開時タイトルに変更された。キャッチコピーは「セレブと結婚する方法、アナタも教えてほしい?」
2007年2月2日にトリウッドで試写会が開催されてから3日後、アップリンク・ファクトリー（東京都）にて10日間限定で公開された。また、同年4月14日からシネ・ヌーヴォX（大阪府）にて2週間限定でレイトショーされた。
公式サイトではDVD発売の予定があると記されているが、DVD化に至っていない。

## あらすじ
育美は母が最期に残した言葉を聞いて、お金持ちの男性と結婚したい気持ちが強くなる。一方、姉は育美のために早いうちから働いていた。育美は学生の頃から財力のある彼氏を連れていたが、姉はヤンキーで、その容貌に相手の男性が怖がって逃げてしまいうまくいかない。成人して数年後のある日、結婚相談所のビラを見た育美はセレブリティと結婚するため、そこに入会しようとする。

## キャスト
- 鴨田育美…工藤里紗
- 育美の姉…夏生ゆうな
- 松島美穂…松本まりか
- 根来章…上地雄輔
- 相川恭…木村啓介
- 金瀬の部下…永井努
- 女社長…藤沢かりん
- 大鐘けい…横井美帆
- 案内嬢…青木亜希
- 育美（少女時代）…宮川紗良
- 男A…松田信行
- 女A…中谷千絵
- 女B…手塚美南子
- 男B…望月祐治
- 男C…小田竜也
- 窪塚警部…齋藤光司
- 男D…塚本一郎
- 金瀬良…小野寺丈
- 育美の父…飯島大介（友情出演）
- 育美の母…愛染恭子（友情出演）
- 二瓶大…榊英雄
- 君越アキラ…木下ほうか

ほか

## スタッフ
- 監督・脚本 - 森角威之
- プロデューサー - 木村明弘、佐藤公彦
- 製作 - 株式会社グロービック
- 制作プロダクション - スケアクロウ
- 制作協力 - 有限会社杜方